# Ivan Zoričić
Ivan Zoričić (Pakovo Selo, 26. veljače 1937. – Pula, 10. travnja 2018.) hrvatski jezikoslovac.
Školovao se najprije u Drnišu, potom završava gimnaziju u Šibeniku, a na Filozofskom fakultetu u Zadru diplomirao je hrvatski jezik i književnost i ruski jezik. Doktorat iz filologije stekao je na Filozofskom fakultetu u Rijeci. Bio je profesorom u nekoliko puljskih škola, a od 1978. djeluje na tadašnjoj Pedagoškoj akademiji, danas Filozofskom fakultetu u Puli gdje predaje suvremeni hrvatski književni jezik.
Dva su glavna područja njegova stručnoga i znanstvenog rada, i to normativna akcentologija i popularizacija hrvatskoga jezika i jezične kulture. Prvom pripadaju knjige "Naglasni odnosi i norma" u izdanju Školskih novina iz Zagreba (1990.) i "Naglasak pridjeva u hrvatskome književnom jeziku", Pedagoški fakultet u Puli, 1998. Suautor je knjige "Naglasak u hrvatskome književnom jeziku". Drugo područje čine knjige "Hrvatski u praksi", Zavičajna naklada “Žakan Juri”, Pula, 1998. (ISBN 953-6487-15-2), "Tragom jezičnih nedoumica", Zavičajna naklada “Žakan Juri”, Pula, 2004. (ISBN 953-6487-28-4) i brojni prilozi u javnim priopćajnim sredstvima. U posebnoj rubrici "Bilješke o jezičnoj kulturi" u Glasu Istre i u Vjesnikovu "Jezičnom savjetniku" objavio je blizu dvjestotinjak članaka o različitim gramatičkim i pravopisnim pitanjima današnjega hrvatskog jezika. Na Radiopostaji Pula snimio je osamdesetak emisija pod skupnim naslovom "Hrvatski na našem radiju". Povrh toga objavio je više rasprava i članaka u mnogim stručnim i znanstvenim časopisima, među kojima su Filologija, Jezik, Radovi Pedagoškog fakulteta u Puli, Tabula, Istra, Fluminensia i dr.
Bio je član Vijeća za normu hrvatskoga standardnog jezika, stručnog tijela RH za skrb o hrvatskom standardnom jeziku, do raspuštanja Vijeća 8. svibnja 2012. od strane ministra Jovanovića.
Preminuo je 10. travnja 2018. godine u Puli.)

## Vanjske poveznice
- Ivan Zoričić  Arhivirana inačica izvorne stranice od 11. lipnja 2007. (Wayback Machine)
- Hrvatski u praksi  Arhivirana inačica izvorne stranice od 11. lipnja 2007. (Wayback Machine)